# Chester, West Virginia
Chester är en ort i Hancock County i delstaten West Virginia, USA.